# Valle del Juba
Valle del Juba (en somalí: Dooxada Jubba) es un valle en el noreste de África.
Sigue la línea al norte del río Juba, desde el Océano Índico a la frontera entre Somalia y Etiopía, y luego se divide: una rama con el río Dawa, al oeste a lo largo de la frontera entre Etiopía y Kenia y luego hacia el norte en Etiopía, y la otra rama, sigue el río Ganale Dorya , hacia el norte en Etiopía.
Está junto con el Valle de Shabelle, y cerca de los lagos Chamo y Abaya, y es considerado como un Área de Aves Endémicas por la asociación BirdLife International.
La sección de Somalia, del valle de Juba se conoce como Jubaland.
Antes de la guerra civil somalí, el Valle de Juba era un área rural normal, pero en el año 1993 se transformó en escenario de lucha entre diversos clanes.